# Vikublaðið
Vikublaðið [ˈviːkʊˌblɛajɪ] (färöisch „Das Wochenblatt“) gilt als die meistgelesene Zeitung der Färöer. Sie erscheint wöchentlich als kostenloses Anzeigenblatt.
Vikublaðið hat eine Auflage von 19.600 Stück bei einer Bevölkerungszahl von ca. 48.000. Sie wird in jeden Briefkasten des Landes geliefert und liegt zusätzlich an vielen Stellen zum Mitnehmen aus.
Die erste Nummer erschien 2001. Seit Mai 2006 gibt es die Website vikublad.fo mit aktuellen Nachrichten. Im Juli 2007 wurde das Wochenblatt an die Wirtschaftszeitung Vinnuvitan verkauft, und im April 2008 gingen beide an die Tageszeitung Dimmalætting über.